# Сингер, Полина
Полина Сингер (англ. Paulina Singer; род. 5 сентября 1991, Эксетер, Нью-Гэмпшир) — американская актриса кино и телевидения.
Полина Сингер родилась 5 сентября 1991 года в городке Эксетер (штат Нью-Гэмпшир, США). Отец — афроамериканец, мать родом из Восточной Европы (с Украины, согласно её биографии на сайте IMDB).
После окончания средней школы год проучилась в Колледже гуманитарных наук Юджина Ланга, но затем бросила его, чтобы стать актрисой. В 2010 году вступила в «Бригаду честных граждан», где училась театру импровизации. С 2011 года начала сниматься в телесериалах, в 2012 году состоялся её дебют на широком экране, всего за десять лет карьеры снялась примерно в трёх десятках кино- и телефильмов и телесериалов.

## Избранная фильмография

### Широкий экран
- 2015 — Пуэрториканцы в Париже[англ.] / Puerto Ricans in Paris — Лекси
- 2015 — Стажёр / The Intern — секретарь
- 2017 — Свадьба Уайлд[англ.] / The Wilde Wedding — Пинк
- 2018 — Последний выходной Стеллы[англ.] / Stella's Last Weekend — Вайолет

### Телевидение
- 2011 — Как преуспеть в Америке / How to Make It in America — Нилда (в 3 эпизодах)
- 2013 — В поле зрения / Person of Interest — Эмбер (в эпизоде Liberty)
- 2014 — Любовники / The Affair — Руби (в эпизоде № 1.2[англ.])
- 2015 — Готэм / Gotham — Джози Мэк (в 3 эпизодах)
- 2015 — К югу от ада / South of Hell — Грейс Блидсоу (в 8 эпизодах)
- 2016 — Голубая кровь / Blue Bloods — Марибель Ривас (в эпизоде Blast from the Past)
- 2016 — Оранжевый — хит сезона / Orange Is the New Black — Алия (в эпизоде Toast Can't Never Be Bread Again)
- 2016 — Разгар лета / Dead of Summer — Джесси Тайлер (в 10 эпизодах)
- 2017 — Любовница из старшей школы[англ.] / High School Lover — Келли Уинтерс
- 2018 — Падающая вода[англ.] / Falling Water — Лэйни Уикер (в 4 эпизодах)
- 2018 — Креветка[англ.] / Shrimp — Анджелина (к/м)
- 2018 — Расскажи мне сказку / Tell Me a Story — Лейни Рид (в 8 эпизодах)
- 2019 — Страна Рождества / NOS4A2 — Уилла (в 4 эпизодах)
- 2020 — Пекарь и красавица / The Baker and the Beauty — Зои (в эпизоде Pilot)